# Ordynariat Polowy Argentyny
Ordynariat Polowy Argentyny (hiszp. Obispado Castrense de la Argentina) – ordynariat polowy Kościoła rzymskokatolickiego w Argentynie podległy bezpośrednio Rzymowi. Został erygowany 8 lipca 1957 jako wikariat polowy, zaś 21 lipca 1986 został podniesiony do rangi ordynariatu polowego.

## Główne świątynie
- Katedra polowa: Katedra Stella Maris w Buenos Aires

## Ordynariusze

### Wikariusze
- Fermín Emilio Lafitte (1957 - 1959)
- Antonio Caggiano (1959 - 1975)
- Adolfo Servando Tortolo (1975 - 1982)
- José Miguel Medina (1982 - 1986)

### Biskupi polowi
- José Miguel Medina (1986 - 1990)
- Norberto Eugenio Conrado Martina, OFM (1990 - 2001)
- Antonio Baseotto, CSsR (2002 - 2007)
- Santiago Olivera (od 2017)